# Axel Ljung
Harald Axel Fredrik Ljung est un gymnaste artistique et athlète suédois né le 31 mars 1884 à Stockholm et mort le 5 février 1938 dans la même ville.

## Biographie
Axel Ljung participe aux épreuves d'athlétisme aux Jeux olympiques intercalés de 1906 à Athènes ; il termine cinquième du concours de saut en longueur sans élan, et est éliminé en séries du 100 mètres et du 110 mètres haies.
Il fait aussi partie de l'équipe suédoise de gymnastique qui remporte la médaille d'or par équipes aux Jeux olympiques d'été de 1908 se tenant à Londres.